# Dajella
Dajella is een geslacht van schietmotten uit de familie Glossosomatidae

## Soorten
Deze lijst is mogelijk niet compleet.
- D. tenera ID Sukatsheva, 1990